# Helicoconis hispanica
Helicoconis hispanica är en insektsart som beskrevs av Ohm 1965. Helicoconis hispanica ingår i släktet Helicoconis och familjen vaxsländor. Inga underarter finns listade i Catalogue of Life.